# ريان إدغار
ريان إدغار (بالإنجليزية: Ryan Edgar)‏ (10 أغسطس 1986 بنيوهام في المملكة المتحدة - ) هو لاعب كرة قدم دومينيكي في مركز الوسط. شارك مع منتخب دومينيكا لكرة القدم. أما مع النوادي، فقد لعب مع نادي فارنبوروه وHiston F.C. ‏ وكانفي آيلاند وبوترز بار تاون ونادي أفيلي وبرينتوود تاون وإنفيلد تاون.

## وصلات خارجية
- ريان إدغار على موقع الاتحاد الدولي (مؤرشف)  (الإنجليزية)
- ريان إدغار على موقع قاعدة بيانات كرة القدم.إي يو (الإنجليزية)
- ريان إدغار على موقع ناشيونال فوتبول تيمز (الإنجليزية)
- ريان إدغار على موقع Soccerway.com (الإنجليزية)